# جامعة الفارابي (العراق)
جامعة الفارابي  هي جامعة أهلية تقع في مدينة بغداد في العراق.

## الأقسام
تضم الكلية الأقسام التالية:
- قسم الهندسة المدنية
- قسم الهندسة المعمارية
- قسم هندسة النفط
- قسم هندسة الحاسوب
- قسم هندسة تكرير النفط والغاز
- قسم علوم الحياة -البايولوجي
- قسم القانون
- قسم التمريض
- قسم الإعلام
- قسم العلوم المحاسبية والمصرفية
- قسم تقنيات مختبرات طبية
- قسم تقنيات بصرية
- قسم التصميم
- قسم طب الاسنان
- قسم الصيدلة